# Komitat Komárom
Komitat Komárom (węg. Komárom vármegye, łac. comitatus Comaromiensis, pol. komitat Komarno) – dawny komitat w środkowej części Królestwa Węgier.
Komitat był jednym z najstarszych na Węgrzech, powstał pod koniec X w. lub na przełomie X i XI w. Rozciągał się na obu brzegach Dunaju. Podczas najazdów tureckich komitat został spustoszony po klęsce pod Mohaczem 29 sierpnia 1526 r., następnie tereny te były wielokrotnie najeżdżane przez Turków. W przeciwieństwie do sąsiedniego komitatu Esztergom komitat nie stał się częścią Imperium Osmańskiego. W wyniku reform józefińskich w latach 1786-1790 komitat był połączony z komitatem Esztergom w komitat Komárom-Esztergom. Następnie znów samodzielny komitat. Siedzibą władz komitatu był zamek w Komarnie, od którego komitat wziął swą nazwę, a następnie miasto Komárom.
W okresie przed I wojną światową komitat dzielił się na cztery powiaty i jedno miasto.
Po traktacie w Trianon komitat został podzielony pomiędzy Czechosłowację i Węgry. Pozostała przy Węgrzech część została w 1923 r. połączona z pozostałą częścią komitatu Esztergom w nowy komitat Komárom és Esztergom.
W wyniku pierwszego arbitrażu wiedeńskiego w 1938 r. północna część komitatu powróciła do Węgier i komitat został odtworzony, z przyłączeniem części dawnego komitatu Pozsony. Po drugiej wojnie światowej przywrócono granicę z 1938 r.
Obecnie teren komitatu jest podzielony pomiędzy kraj nitrzański na Słowacji, pozostała przy Węgrzech część po reformie administracyjnej z 1950 r. wchodzi w skład komitatu Komárom-Esztergom ze stolicą w Tatabánya.
| Powiaty (járás)                             | Powiaty (járás) |
| Powiat                                      | Siedziba władz  |
| ------------------------------------------- | --------------- |
| Csallóköz                                   | Nemesócsa       |
| Gesztes                                     | Nagyigmánd      |
| Tata                                        | Tata            |
| Udvard                                      | Ógyalla         |
| Miasta komitackie (rendezett tanácsú város) |                 |
| Komárom                                     |                 |